# Aanbidding door de Koningen (Rubens)
Aanbidding door de koningen is een schilderij uit 1624 van kunstenaar Peter Paul Rubens. Hij paste hier op groot formaat de techniek van de olieverfschets toe. Het schilderij behoort tot de collectie van het Koninklijk Museum voor Schone Kunsten Antwerpen.

## Geschiedenis
Schilder Peter Paul Rubens keert begin 17e eeuw terug naar Antwerpen na een lange periode in het buitenland. Hij wordt vervolgens een van de meest gevraagde kunstenaars van zijn tijd. De Aanbidding door de koningen schilderde hij in opdracht van abt Matthias Yrsselius voor het hoogaltaar van de Antwerpse Sint-Michielsabdij.
Tijdens de Franse bezetting werd het werk samen met andere altaarstukken naar Parijs weggevoerd. In 1815 keerde het naar terug Antwerpen, waar de Sint-Michielsabdij inmiddels al was opgeheven. Daarom werd het toevertrouwd aan het Koninklijk Museum voor Schone Kunsten Antwerpen.

## Beschrijving
Het schilderij toont een levendige stoet die een ruïne van een antiek gebouw binnenkomt. Rechts is Maria met de pasgeboren Jezus afgebeeld. Ze toont haar kind aan de drie koningen Gaspar, Melchior en Balthazar, die binnenkomen met geschenken. Het gevolg van de koningen bestaat uit knechten, soldaten, paarden en kamelen.
Maria en Jezus staan niet centraal op het schilderij, maar trekken toch aandacht omdat de koningen en hun gevolg zich naar hen toe keren. Gaspar knielt en offert wierook. Melchior, in een rode mantel, schenkt goud en de Moorse koning Baltazar, getooid met een tulband, schenkt mirre. Samen staan ze symbool voor alle landen en geslachten die van de geboorte van Jezus op de hoogte zijn gebracht. Met hun geschenken eren ze hem als God, koning en mens.
De ruïne verwijst naar het paleis van koning David. Volgens de Bijbel werd de Messias uit zijn geslacht geboren. De os staat symbool voor het geloof van de koningen. Rechts bovenaan zit een spin in haar web. Dit is een toespeling op het kwaad dat Jezus de verlosser zal overwinnen.